# Liste der Baudenkmale in Klink
In der Liste der Baudenkmale in Klink sind alle denkmalgeschützten Bauten der Gemeinde Klink (Mecklenburg-Vorpommern) und ihrer Ortsteile aufgelistet. Grundlage ist die Veröffentlichung der Denkmalliste des Landkreises Mecklenburgische Seenplatte (Auszug) vom 20. Januar 2017.

## Baudenkmale nach Ortsteilen

### Klink
| ID   | Lage                           | Bezeichnung                                                                                               | Beschreibung | Bild |
| ---- | ------------------------------ | --- | --- | --- |
| 297  | Schlossstraße 6                | Gutsanlage mit Gutshaus (Schloss)                                                                         | Sanierter, 2-gesch. Putzbau der Neorenaissance von 1898 mit Erweiterung (Spiegelsaal) von 1913; L-förmiger Bau mit hohen Walmdächern, Sockelgeschoss, diversen Zwerchgiebeln und fünf romantischen 3- bis 5-gesch. | Weitere Bilder                                                                                            |
| 297  | Schlossstraße 1                | Torhaus                                                                                                   | Sanierter, 1-gesch. Klinkerbau mit Fachwerkgiebel und Krüppelwalm | Torhaus                                                                                                   |
| 297  | Schulstraße 8                  | Verwalterhaus                                                                                             | Sanierter, 1-gesch. Klinkerbau von 1897 mit 2-gesch Fachwerkgiebel und Krüppelwalm | |
| 297  | Flur 2, Flurstück 36/35        | Resten der Parkanlage des seeseitigen Bereiches                                                           | | |
| 297  | Flur 2, Flurstücke 20 und 21   | Stall 1 auf der Nordseite                                                                                 | | |
| 297  | Flur 2, Flurstücke 23/1 und 24 | Stall 2 auf der Nordseite                                                                                 | | |
| 298  | Schlossstraße (Karte)          | Kirche | Backsteinbau von 1742; Saalkirche mit Walmdach, eingerückter Chor mit Satteldach; Gruftanbau vom Ende des 19. Jh.                                                                                                  | Weitere Bilder                                                                                            |
| 1177 | Am Seeblick 1                  | "Müritz Hotel (ehem. FDGB-Erholungsheim ""Herbert Warnke"" bzw. Urlaubersiedlung ""Völkerfreundschaft"")" | 2016-2017 abgerissen | "Müritz Hotel (ehem. FDGB-Erholungsheim ""Herbert Warnke"" bzw. Urlaubersiedlung ""Völkerfreundschaft"")" |

### Eldenburg
| ID  | Lage                                    | Bezeichnung  | Beschreibung | Bild |
| --- | --------------------------------------- | ------------ | ------------ | ---- |
| 124 | Warener Straße 4 (an der B 192) (Karte) | Chausseehaus |              |      |

### Grabenitz
| ID  | Lage                        | Bezeichnung  | Beschreibung | Bild |
| --- | --------------------------- | ------------ | ------------ | ---- |
| 144 | an der Straße Zum Kölpinsee | Stallscheune |              |      |

## Quelle
- Karte der Baudenkmale im Geoportal des Landkreises